# Physalaemus angrensis
Espèce
Statut de conservation UICN

 DD  : Données insuffisantes
Physalaemus angrensis est une espèce d'amphibiens de la famille des Leptodactylidae.

## Répartition
Cette espèce est endémique de l'État de Rio de Janeiro au Brésil. Elle se rencontre au niveau de la mer sur la rive droite du rio Florestão dans la municipalité d'Angra dos Reis,.

## Étymologie
Son nom d'espèce, composé de angr[a] et du suffixe latin -ensis, « qui vit dans, qui habite », lui a été donné en référence au lieu de sa découverte, la municipalité d'Angra dos Reis.

## Publication originale
- Weber, Gonzaga & Carvalho e Silva, 2006 "2005" : A new species of Physalaemus Fitzinger, 1826 from the lowland Atlantic Forest of Rio de Janeiro State, Brazil (Amphibia, Anura, Leptodactylidae). Arquivos do Museu Nacional, Rio de Janeiro, vol. 63, no 4, p. 677-684 (texte intégral).